# 侣行
《侣行》（英語：ON THE ROAD）是中国影片网站优酷联合张昕宇（绰号“270”）、梁红打造的一档网络自制户外真人秀节目，共制作3季。节目通过将张昕宇、梁红等人的旅行经历拍摄成影片制作而成。《侣行》第一季于2013年6月13日在优酷正式开播，三个月即突破1亿次播放量。第二季于2013年年底开播，总播放量超过8000万。第三季于2015年6月25日在优酷开播。2014年3月24日至31日，《侣行》剧场版登陆央视一套。2017年4月29日，与腾讯视频合作、小米手机独家冠名的《我们的侣行》首播。2018年6月12日，《我们的侣行》第二季首播。2020年1月张昕宇梁红夫妇驾驶中国首艘民间破冰船『北京海洋领导者号』奔赴南极大陆，开启《地球之极·破冰船》的拍摄，并于4月平安返航，节目于6月16日在东南卫视首播。

## 剧集列表

### 《侣行》第一季
《侣行》第一季于2013年6月13日首播，共15期。
- 第一期：初探摩城 恐怖之都·索马里（一）
- 第二期：寻访黑鹰 恐怖之都·索马里（二）
- 第三期：难民之家 恐怖之都·索马里（三）
- 第四期：枪口下的笑脸 恐怖之都·索马里（四）
- 第五期：来到最冷的地方 世界寒极·奥伊米亚康（一）
- 第六期：做一天的寒极人 世界寒极·奥伊米亚康（二）
- 第七期：最冷的露营最暖的求婚 世界寒极·奥伊米亚康 （三）
- 第八期：逼近核辐射 鬼城·切尔诺贝利（一）
- 第九期：石棺的诱惑 鬼城·切尔诺贝利（二）
- 第十期：烈火熔岩 天堂之门·马鲁姆火山（一）
- 第十一期：风暴之巅 天堂之门·马鲁姆火山（二）
- 第十二期：炼狱边缘 天堂之门·马鲁姆火山（三）
- 第十三期：火山兄弟 天堂之门·马鲁姆火山（四）
- 第十四期：270为什么出发 侣行的意义（一）
- 第十五期：270的爱情故事 侣行的意义（二）

### 《侣行》第二季
《侣行》第二季于2013年11月27日首播，共48期，主要讲述了张昕宇、梁红及其团队驾驶帆船环球航行的经历。
- 旅行中的家北京号 前奏篇（一）
- 绕地球转圈的航线 前奏篇（二）
- 第一期：大海我们来了
- 第二期：遭遇日本海上保安厅
- 第三期：经历九九八十一难
- 第四期：航线之争
- 第五期：迷岛惊魂（上）
- 第六期：迷岛惊魂（下）
- 第七期：浪漫到极点·南极第一场婚礼直播现场
- 第八期：阿图岛 探秘美军基地（上）
- 第九期：阿图岛 遭遇美军基地（下）
- 第十期：伤心太平洋
- 第十一期：双面洛杉矶
- 第十二期：探秘玛雅 密林深处的圣井（上）
- 第十三期：探秘玛雅 密林深处的圣井（下）
- 第十四期：寻觅传说中的海女
- 第十五期：复旦分享会（上）
- 第十六期：复旦分享会（下）
- 第十七期：北京号上的特殊来客
- 第十八期：神秘的进化岛屿 加拉帕戈斯
- 第十九期：圣地亚哥的伤心别离
- 第二十期：世界尽头乌斯怀亚
- 第二十一期：呼叫长城站
- 第二十二期：爱在南极
- 第二十三期：飞跃彩虹国 北京分享会
- 第二十四期：突遇华人劫杀案·南非
- 第二十五期：修布罗街区的“内裤传说”·南非
- 第二十六期：探秘白人贫民窟·南非
- 第二十七期：飞越彩虹国（上）·南非
- 第二十八期：飞跃彩虹国（下）·南非
- 第二十九期：与祖先共舞·马达加斯加
- 第三十期：与狐猴共舞·马达加斯加
- 第三十一期：红木殇·马达加斯加
- 第三十二期：科帕海滩·巴西
- 第三十三期：桑巴不言败·巴西
- 第三十四期：“虎穴”阿莱芒·巴西
- 第三十五期：挑战食人鱼（上）·亚马逊
- 第三十六期：挑战食人鱼（下）·亚马逊
- 第三十七期：探秘食人族（上）·亚马逊
- 第三十八期：探秘食人族（下）·亚马逊
- 第三十九期：英雄难过蚂蚁关（上）·亚马逊
- 第四十期：英雄难过蚂蚁关（下）·亚马逊
- 第四十一期：寻找海上吉普赛人·马来西亚
- 第四十二期：斯里兰卡爱情朝圣之旅（一）·特别篇
- 第四十三期：斯里兰卡爱情朝圣之旅（二）·特别篇
- 第四十四期：斯里兰卡爱情朝圣之旅（三）·特别篇
- 第四十五期：拔一条河·台湾
- 第四十六期：烈酒钢刀·台湾
- 第四十七期：两万海里的记忆·返航篇（上）
- 第四十八期：两万海里后的生活·返航篇（下）

### 《侣行》第三季
《侣行》第三季于2015年6月25日首播，共25期，讲述了张昕宇、梁红及其团队驾车从中国出发穿越中东诸国的经历。拍摄设备全部采用4K摄像机，是中国自制综艺中的第一个拓荒者。歌手孙楠、谭维维献唱主题曲《只要和你走下去》，林夕填词。
- 第一期：再出发
- 第二期：穿越罗布泊
- 第三期：走出罗布泊
- 第四期：跨越红其拉甫·巴基斯坦
- 第五期：被困堰塞湖·巴基斯坦
- 第六期：闯入恐怖之路·巴基斯坦
- 第七期：270的礼物·巴基斯坦
- 第八期：逃离白沙瓦·巴基斯坦
- 第九期：活在枪口下·阿富汗
- 第十期：喀布尔的女人·阿富汗
- 第十一期：大佛我们来了·阿富汗
- 第十二期：点亮巴米扬·阿富汗
- 第十三期：冲出喀布尔·阿富汗
- 第十四期：危险巴格达·伊拉克
- 第十五期：拆弹部队·伊拉克
- 第十六期：古文明之殇·伊拉克
- 第十七期：探访难民营·伊拉克
- 第十八期：坚守科巴尼·叙利亚（上）
- 第十九期：坚守科巴尼·叙利亚（下）
- 第二十期：朝圣之路·伊拉克
- 第二十一期：欧亚的十字路口·伊拉克 & 土耳其
- 第二十二期：走访难民海滩
- 第二十三期：烽火的黎波里
- 第二十四期：天堂之门
- 第二十五期：热烈之城迪拜

### 侣行·卫星直播探世界 第一季
- EP01 海参崴：世界最长铁路
- EP02 莫纳亚：探索鬼城
- EP03 贝加尔湖：世界最深湖泊
- EP04 新西伯利亚：世界最大三文鱼
- EP05 伊尔比特：传奇摩托车
- EP06 叶卡捷琳堡：欧亚分界线
- EP07 昆古尔：真实版终结者
- EP08 乌里扬诺夫斯克：飞机墓地
- EP09 莫斯科：养殖棕熊当宠物
- EP10 伊斯特拉：武器之王AK47
- EP11 圣彼得堡：悠游北方威尼斯
- EP12 圣彼得堡：城市暴力汽车

### 《我们的侣行》第一季
《侣行》“第四季”更名《我们的侣行》，改为与腾讯视频合作。节目于2017年4月29日首播，讲述了环球探险旅行家张昕宇、梁红两人自驾飞机，跨越5大洲、3大洋、23国、航程8万公里，实现中国人首次五大洲环球飞行。
- 第1期（上）：北京夫妇开飞机旅行
- 第1期（下）：张昕宇惊险夜航考试
- 第2期（上）：飞机空中突然刹车失灵
- 第2期（下）：险！飞机空中加油失败
- 第3期（上）：探访神秘百万富翁驯鹿人
- 第3期（下）：探险夫妇空中失联
- 第4期（上）：酷炫！他们开飞机上下班
- 第4期（下）：探险夫妇5千米高空缺氧
- 第5期（上）：探秘美墨边境千里隔离墙
- 第5期（下）：探险夫妇枪口下逃生
- 第6期（上）：探险夫妇炸毁毒贩老巢
- 第6期（下）：缉毒部队捣毁2亿毒窝
- 第7期（上）：探险夫妇造访南美小国，这里遍地黄金
- 第7期（下）：中国夫妇挑战飞越大西洋
- 第8期（上）：探险夫妇非洲遭骗进监狱
- 第8期（下）：直击非洲淘血钻现场
- 第9期（上）：实拍热带雨林抓猴子现场
- 第9期（下）：探险夫妇夜捉南美巨鳄
- 第10期（上）：探险夫妇关怀毁容女孩
- 第10期（下）：实拍解救印度童婚女孩
- 第11期（上）：79岁印度老太收养1400名孤儿
- 第11期（下）：“天使医生”为救印度女婴穷困潦倒
- 第12期（上）：实拍女子扫雷队引爆炸弹
- 第12期（下）：探险夫妇环飞回国激动落泪
- 番外篇：

### 《我们的侣行》第二季
2018年6月12日，《我们的侣行》第二季于腾讯视频每周二晚8时全网独播；深圳卫视自6月22日起每周五晚9时35分播出（定名《环游记·我们的侣行》）。
- 2018-06-12 第1期：侣行夫妇俄罗斯开坦克
- 2018-06-19 第2期：96岁老兵开卡丁车
- 2018-06-26 第3期：侣行夫妇探访非洲大猩猩
- 2018-07-03 第4期：侣行夫妇学做非洲牛粪画
- 2018-07-10 第5期：侣行夫妇探访南美武器黑市
- 2018-07-17 第6期：探访哥伦比亚毒枭豪华庄园
- 2018-07-24 第7期：侣行探访哥伦比亚扫雷部队
- 2018-07-31 第8期：侣行夫妇举办和平音乐会
- 2018-08-07 第9期：《侣行》南太平洋历险
- 2018-08-14 第10期：侣行探秘海岛生活
- 2018-08-21 第11期：侣行安放海底家园
- 2018-08-28 第12期：侣行买破冰船助力北极科考

### 《地球之极·侣行》第一季
《地球之极·侣行》是东南卫视推出的一档纪实真人秀节目，由环球探险家张昕宇、梁红“侣行夫妇”携手，前往最高、最寒冷、最炎热、最神秘等“地球之极”，走遍地球极致之地，见证人类伟大生存。节目于2018年3月20日起每周二21:20在东南卫视播出。
- 第一集 2018-03-20 侣行夫妇踏上“白银之路”，首站探寻秘鲁
- 第二集 2018-03-27 险象环生南美丛林，缉毒部队和贩毒集团生与死的交锋
- 第三集 2018-04-03 探秘水上部落，侣行夫妇意外发现“多功能神器”
- 第四集 2018-04-10 冰川淘金人舍命求金，“270”冒险进矿地险象环生
- 第五集 2018-04-17 侣行夫妇带你领略北极美景，揭秘极地生存指南
- 第六集 2018-04-24 「挪威」北极村的生活，见识不一样的北极风光
- 第七集 2018-05-01 穿越智利死亡之海，感受比撒哈拉沙漠干燥15倍的地方
- 第八集 2018-05-08 「印度尼西亚」“侏罗纪公园”
- 第九集 2018-05-15 「印度尼西亚」行走在“地狱”边缘
- 第十集 2018-05-22 一个被火山掩埋的村庄，270险探火山喷发现场
- 第十一集 2018-05-29 「生死瞬间」突遇火山爆发，邂逅地狱死神
- 第十二集 2018-06-05 生者与逝者同住，见识印尼最昂贵的葬礼

### 《地球之极·侣行》第二季
首播时间: 2018-03-20 
《地球之极·侣行》是东南卫视推出的一档纪实真人秀节目，由环球探险家张昕宇、梁红“侣行夫妇”携手，前往最高、最寒冷、最炎热、最神秘等“地球之极”，走遍地球极致之地，见证人类伟大生存。节目于2018年3月20日起每周二21:20在东南卫视播出。
- 2018-12-30 第一集 驶进北极圈
- 2019-01-08 第二集 穿越极地之旅
- 2019-01-15 第三集 世界最孤独的小镇
- 2019-01-22 第四集 极地飞行师
- 2019-01-29 第五集 雪崩製造者
- 2019-02-12 第六集 巨型機器人
- 2019-02-19 第七集 槍枝氾濫的美墨邊境
- 2019-02-26 第八集 雙面底特津
- 2019-03-05 第九集 探訪寂靜嶺
- 2019-03-12 第十集 奇遇海螺共和國
- 2019-03-19 第十一集 華菲一家
- 2019-03-26 第十二集 好島尋寶記

### 《地球之极·侣行》第三季
- 2019-10-15 第一集 又见北京号
- 2019-10-22 第二集 美国帆船人生
- 2019-10-29 第三集 飓风威胁
- 2019-11-05 第四集 改革中的古巴
- 2019-11-12 第五集 穷到“吃土”的国家
- 2019-11-19 第六集 海上五日漂流记
- 2019-11-26 第七集 暴力笼罩的人生
- 2019-12-03 第八集 逃亡之路
- 2019-12-10 第九集 向黑帮告别
- 2019-12-17 第十集 失落的玛雅
- 2019-12-24 第十一集 加勒比海的奇妙旅程
- 2020-01-07 第十二集 从大西洋到太平洋

### 《地球之极·侣行》第四季
- 2020-06-16 第一集 大航海集结令
- 2020-06-23 第二集 珍贵的船票
- 2020-06-30 第三集 北京号的一天
- 2020-07-07 第四集 水手初体验
- 2020-07-14 第五集 破冰船上过大年
- 2020-07-21 第六集 270的难题
- 2020-07-28 第七集 疫情阴影下的“北京号”
- 2020-08-04 第八集 争分夺秒
- 2020-08-11 第九集 前进吧海上厨房
- 2020-08-18 第十集 与科学“握手”
- 2020-08-25 第十一集 成为船员
- 2020-09-01 第十二集 狂暴西风带
- 2020-09-08 第十三集 冰山威胁
- 2020-09-22 第十四集 冰区遇险
- 2020-09-29 第十五集 寻找登陆点
- 2020-10-06 第十六集 极地上天入海
- 2020-10-13 第十七集 民间科考在南极
- 2020-10-20 第十八集 南极登陆大作战
- 2020-10-27 第十九集 漫漫回家路
- 2020-11-03 第二十集 孤岛人生
- 2020-11-10 第二十一集 荒漠治沙人
- 2020-11-17 第二十二集 在敦煌寻找“敦煌”
- 2020-11-24 幕后花絮 破冰船番外篇
- 2020-12-01 第二十三集 珊瑚海计划（上）
- 2020-12-08 第二十四集 珊瑚海计划（下）

## 荣誉
- 2014年4月，在《新周刊》发布的2013年“中国视频榜”中，《侣行》荣获“年度视频节目”[12]。
- 2014年12月，“第六届中国网络视听产业论坛”获“优秀原创网络视听节目”[13]
- 2014年12月，《侣行》获第三届娱乐营销高峰论坛之微电影及视频类“娱乐营销实效大奖”[14]。
- 2015年6月，团队使用光影技术成功重现被炸毁的巴米扬大佛，受到世界众多媒体和机构的报道与赞誉[15][16]，也成为第一对登上阿富汗电视台的中国人[17][18]。
- 2015年10月22日，团队受邀参加“数字方舟”于德国柏林举办的研讨会，并经联合国教科文组织推荐，主人公张昕宇代表“中国声音”发布演讲[19]，这也是首次有中国民间力量作为战区文物保护工作者参加会议[20]。
- 2015年11月8日，获“十三届四川电视节‘金熊猫’奖”[21]。

## 暂停播出
《侣行》第三季播完“第二十一期：欧亚的十字路口·伊拉克&土耳其”后，在2015年11月20日疑遭全面封禁，优酷删除了所有影片和相关内容，包括《侣行》的第一季、第二季和第三季，而《侣行》在官方Facebook主页上称为保证侣行全体成员安全，节目暂停更新。据FT中文网整理，团队过密参与了库尔德人民保卫军对抗伊斯蘭國（ISIS）的战斗和侦查，可能引发ISIS的报复行动，法国驻中国大使馆、库尔德人民保卫军、优酷土豆集团、中国当局等都拒绝对此置评。
2016年8月19日，《侣行》在优酷频道重新上线，且继续更新。

## 相关节目
2016年5月24日，与汽车之家合作的《张梁记》在汽车之家“优创+”平台独家开播。
2016年11月4日，张昕宇、梁红在“腾讯视频V视界大会”上宣布将与环宇传媒合作推出真人秀《我们的侣行》第一季，张昕宇、梁红将自驾飞机，跨越5大洲、3大洋、23国、航程8万公里，实现中国人首次五大洲环球飞行、中国飞机首次飞越南极点。
2017年8月18日，全球首档卫星直播户外探索真人秀《侣行·卫星直播探世界》携手熊猫直播开播。
2019年5月至7月，易车视频、北京现代第四代途胜赞助的《车行至高》栏目播出，共11期。

## 电视播出
- 2014年3月，CCTV-1黄金时段，《侣行》剧场版 上、下[30]
- 2017年5月，深圳卫视，大型环球飞行纪录片《环游记-我们的侣行》[31]
- 2017年8月，东南卫视，《丝路行者——侣行》（第三季）[32][33]
- 2018年3月20日，东南卫视每周二晚9时20分播出东南卫视与环宇传媒联合制作的《地球之极·侣行》[34]。
- 2018年6月22日，深圳卫视每周五晚9时35分，《环游记·我们的侣行》第二季[35]。
- 2018年12月30日，东南卫视每周二晚9时20分播出《地球之极Ⅱ——侣行》[36]。
- 2019年10月15日，东南卫视开播《地球之极·侣行》第三季[37]。

### 正片
- 侣行 第一季 - 优酷（页面存档备份，存于）
- 侣行 第二季 - 优酷（页面存档备份，存于）
- 侣行 第三季 - 优酷（页面存档备份，存于）
- 我们的侣行 - 腾讯视频（页面存档备份，存于）
- 我们的侣行 第2季 - 腾讯视频（页面存档备份，存于）
- 地球之极·侣行 第1季 - 腾讯视频（页面存档备份，存于）
- 地球之极·侣行 第2季 - 腾讯视频 （页面存档备份，存于）
- 地球之极·侣行 第3季 - 腾讯视频（页面存档备份，存于）

### 相关访谈
- 新浪河北会客厅：专访《侣行》张昕宇梁红（页面存档备份，存于），2014年8月11日
- 优酷老友记 梁红 张洪量爱在旅途 2015--134 （页面存档备份，存于），2015年
- 《丹独约见》 侣行夫妻档张昕宇梁红（页面存档备份，存于），2015年10月24日，29分钟
- “侣行”夫妻张昕宇、梁红做客锵锵 完整版 （页面存档备份，存于），2016年3月30日
- 《天天向上》20170421期: 杨千嬅隔空喊话余文乐 “侣行夫妇”环球冒险奇遇记 （页面存档备份，存于）
- 《军武大本营》：08 （页面存档备份，存于）、09 （页面存档备份，存于）（2018年1月）；29 （页面存档备份，存于）（2018年8月）；41 （页面存档备份，存于）（2018年11月）

### 其他
- 官方网站（简体中文）
- 张昕宇梁红的新浪微博（简体中文）
- 张昕宇在豆瓣上的资料（简体中文）
- 梁红在豆瓣上的资料（简体中文）